# دلبران
دلبران شهری در شرق استان کردستان در غرب ایران است. این شهر مرکز بخش دلبران در شهرستان قروه است. زبان مردم این شهر ترکی آذربایجانی
است. آب و هوای این شهر سردسیری است. شهر دلبران از دو محله بالا و پایین تشکیل شده است که یک فضای سرسبزی این دو محله را از هم جدا کرده است. شهر دلبران باغ های انگور فراوانی دارد به همین دلیل به شهر انگور لقب گرفته است. 

## تصاویر

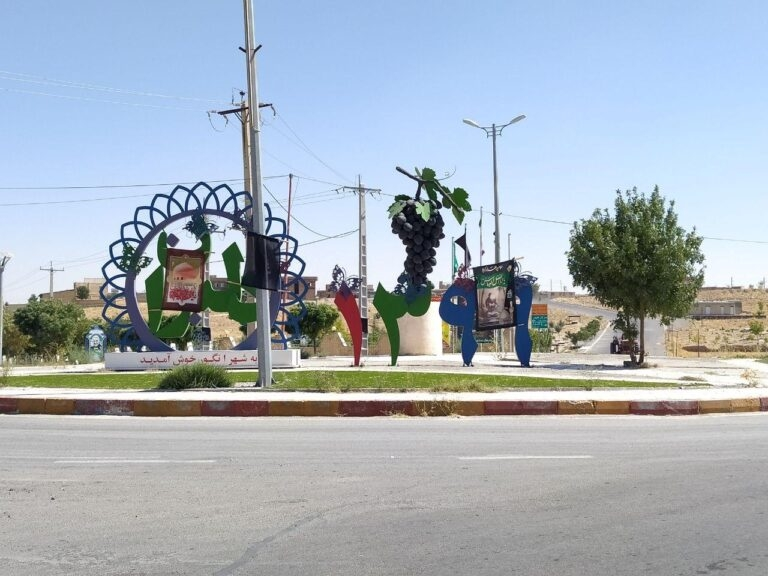
میدان انگور

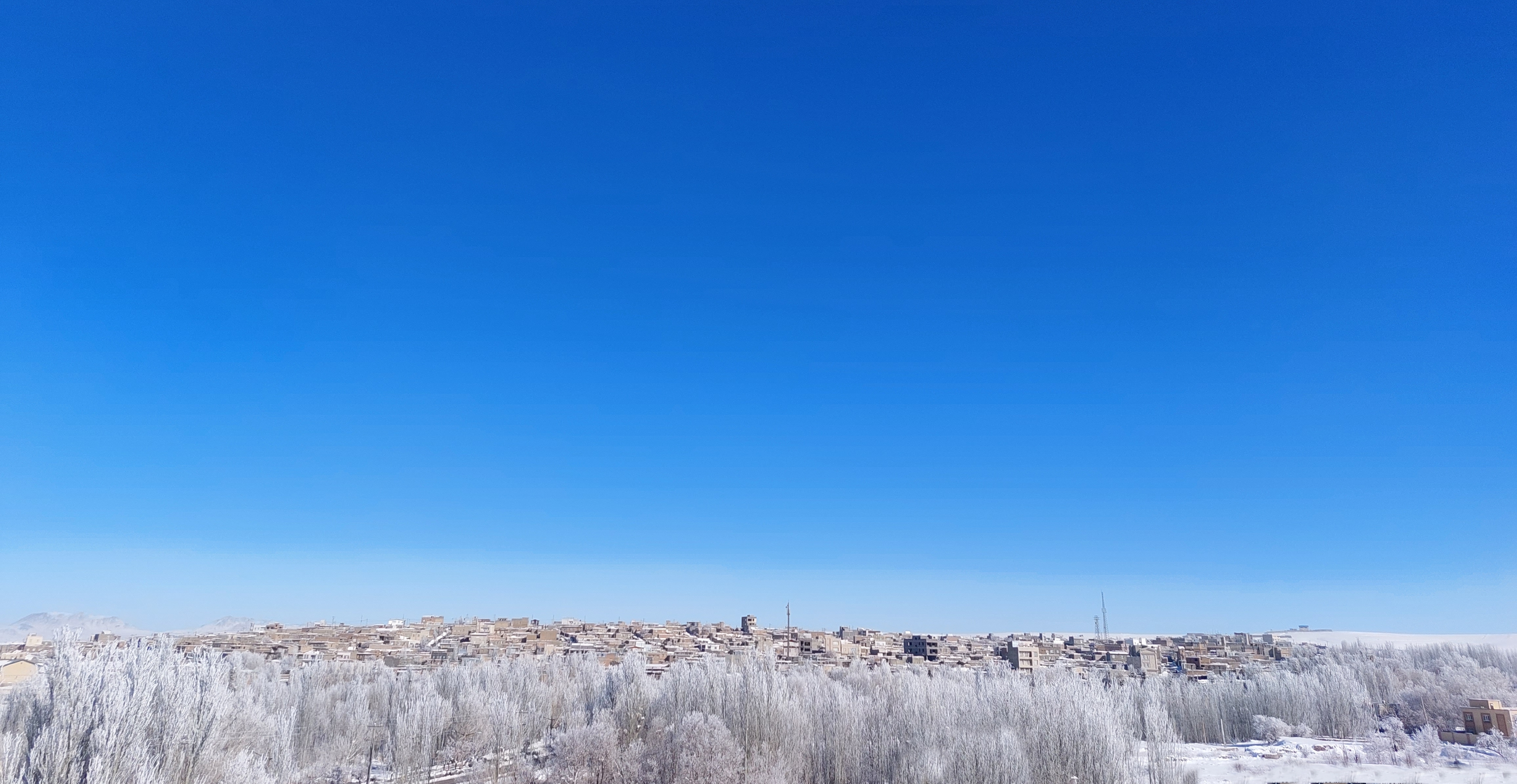
زمستان شهر دلبران

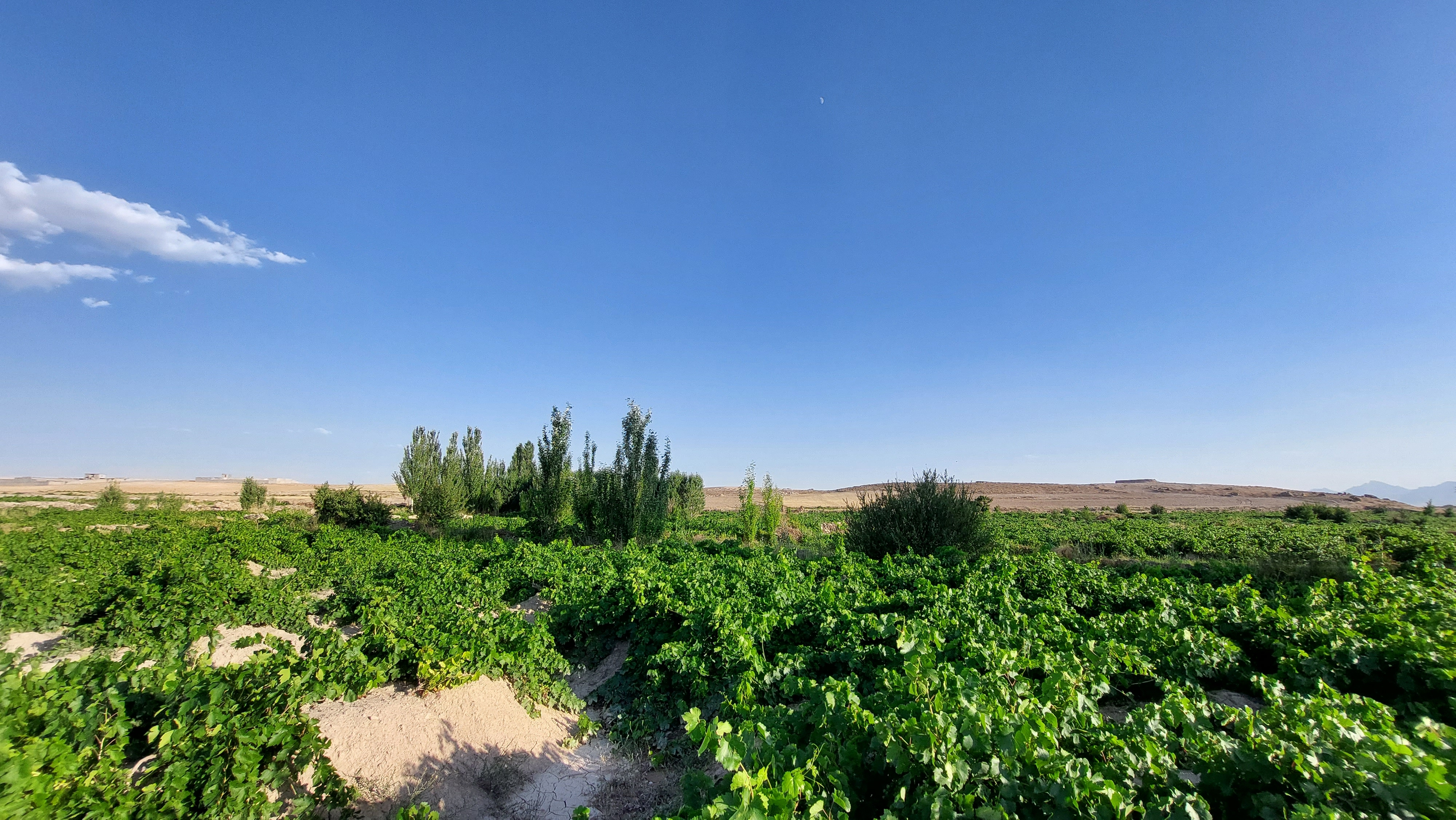
باغات انگور دلبران

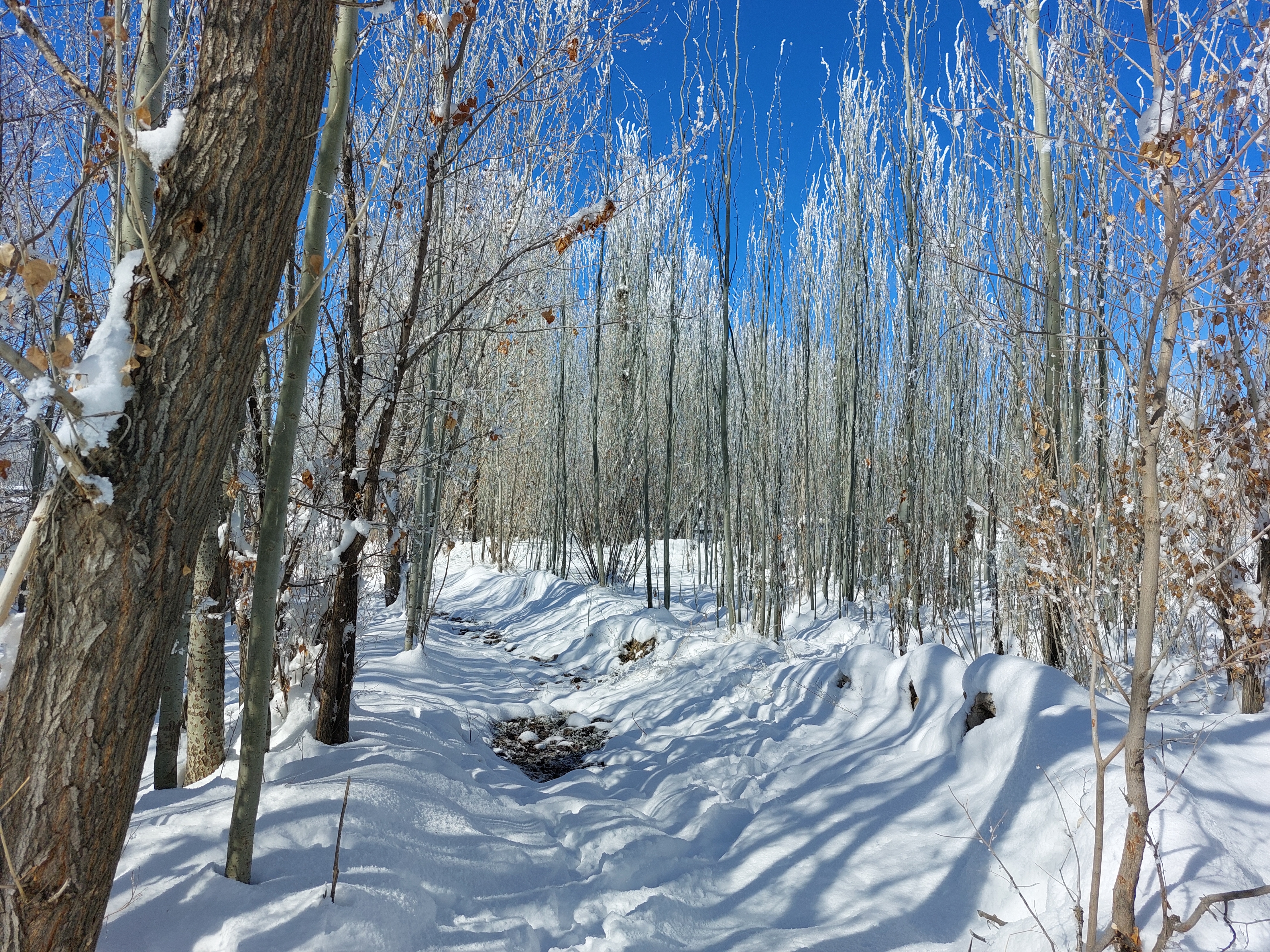
پارک جنگلی دلبران

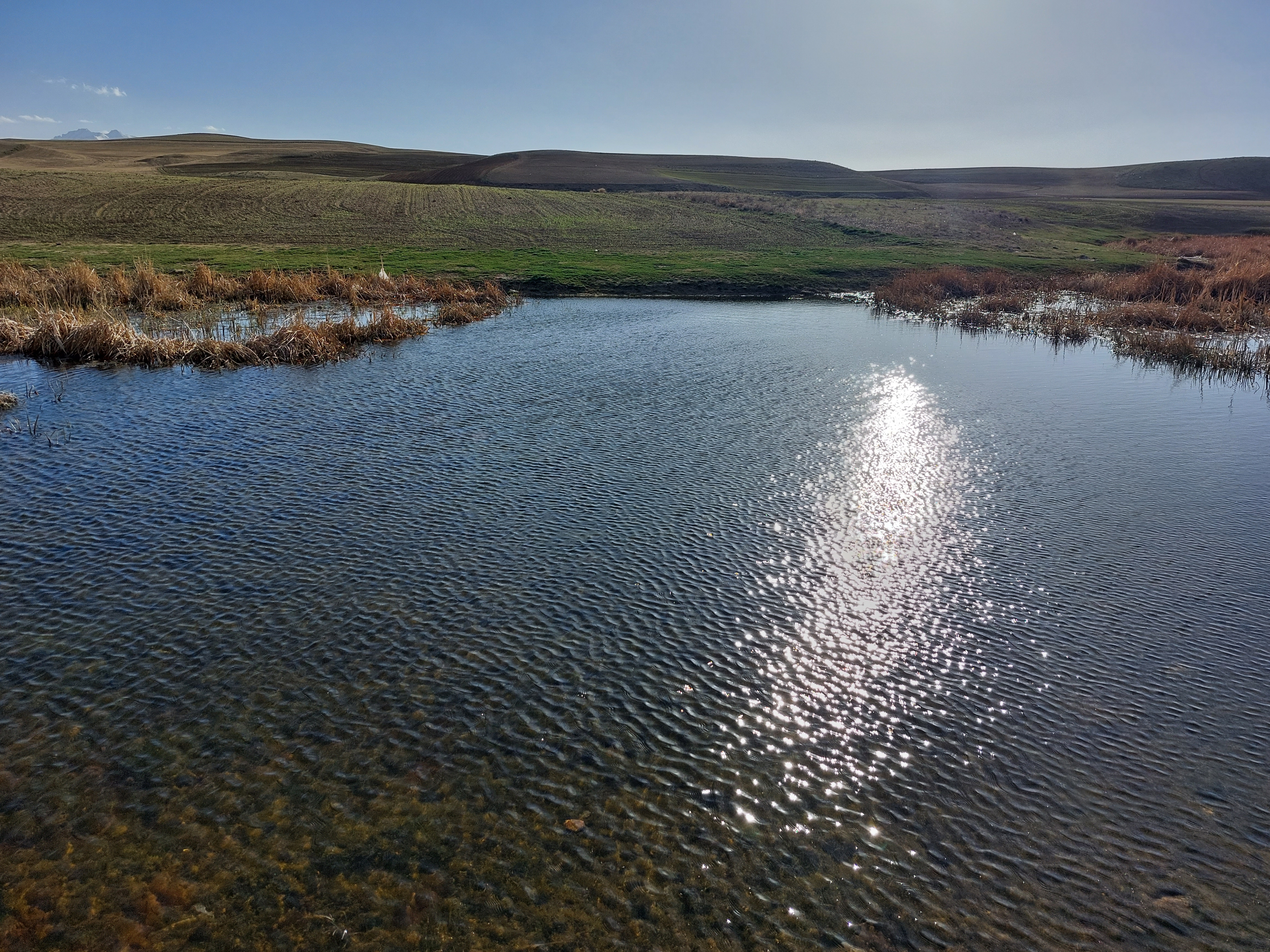
رودخانه چمشور